# Dynastor macrosiris
Espèce
Dynastor macrosiris est une espèce de Lépidoptère de la famille des Nymphalidés et du genre Dynastor.

## Dénomination
Dynastor macrosiris a été décrit par John Obadiah Westwood en 1851.

### Sous-espèces
- Dynastor macrosiris macrosiris; présent  en Guyane
- Dynastor macrosiris hannibal Oberthür, 1881; présent en Colombie.
- Dynastor macrosiris pharnaces Stichel, 1908; présent en Bolivie.
- Dynastor macrosiris strix (Bates, 1864); présent au Guatemala[1].

### Nom vernaculaire
Dynastor macrosiris se nomme Green-eyed Owl-Butterfly en anglais.

## Description
Dynastor macrosiris est un grand papillon d'une envergure d'environ 93 mm, au bord costal des ailes antérieures bossu. Le dessus des ailes est de couleur noir à marron aux ailes antérieures ornées d'une bande blanche depuis la moitié du bord costal et n'allant pas jusqu'à l'angle externe.
Le revers est très finement orné de marron et beige avec aux ailes antérieures la même bande blanche et à l'apex deux ocelles vert doré cernés ensemble de jaune.

## Biologie
Alors que les autres Dynastor ont une activité crépusculaire, Dynastor macrosiris aurait aussi une activité nocturne.

### Plantes hôtes
La plante hôte de sa chenille est Aechmea nudicaulis.

## Écologie et distribution
Dynastor macrosiris est présent au Mexique, au Guatemala, en Colombie, en Bolivie et en Guyane,.

### Protection
Pas de statut de protection particulier.